# Stepeničasta konformacija
U organskoj hemiji stepeničasta konformacija je hemijska konformacija etanu-sličnih molekula abcX-Ydef u kojoj su supstituenti a,b i c na maksimalnoj udaljenosti od d,e i f. Neophodno je da su torzioni uglovi 60°.
Takva konformacija postoji za bilo koju jednostruku hemijski vezu otvorenog lanca koja povezuje dva  hibridizovana atoma. Ona normalno ima minimalnu konformacionu energiju. Za neke molekule kao što je n-butan, postoje specijalne verzije stepeničastih konformacija koje se zovu gauč i anti.

## Literatura
- Ernest L. Eliel and Samuel H. Wilen (1994). Stereochemistry of Organic Compounds. Wiley. стр. 1207.